# Henri I. de Montmorency

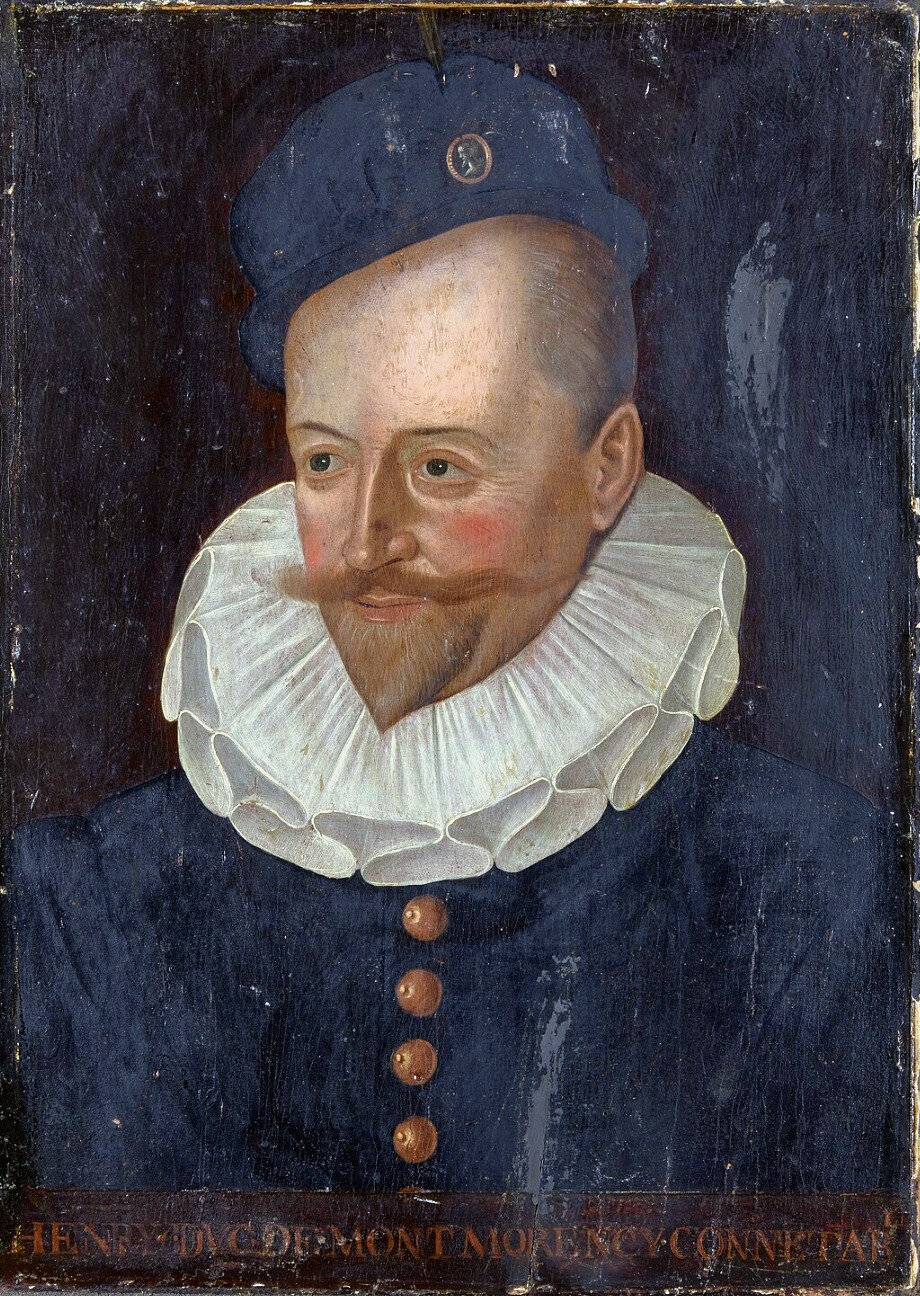
Henri I. de Montmorency

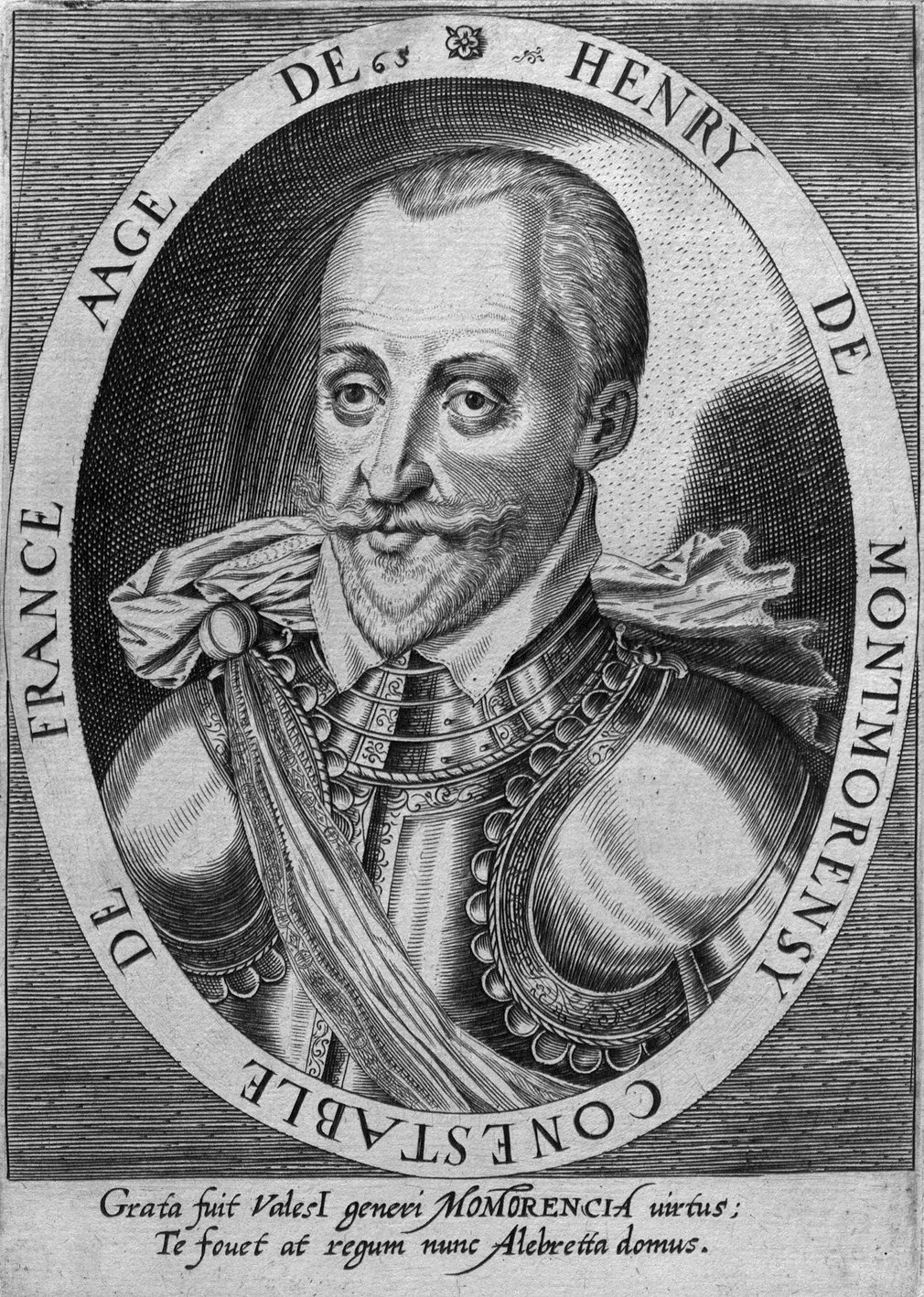
Porträt Henris I., Kupferstich von Dominicus Custos

Henri I. de Montmorency (* 15. Juni 1534 in Chantilly; † 2. April 1614 auf der Domaine de La Grange des Prés in Pézenas), Herzog von Montmorency und Graf von Damville, war Marschall und Connétable von Frankreich.

## Leben
Henri war der Sohn des Pairs, Marschalls und Connétables von Frankreich Anne de Montmorency und der Madeleine von Savoyen, Tochter Renés, le Grand Bastard de Savoie, unehelicher Sohn Philipps II. „Senza Terra“ von Savoyen.
Henri war seit 1563 Gouverneur des Languedoc, das er wie ein souveräner Fürst regierte. Er wurde 1579 nach dem Tod seines älteren Bruders François der dritte Herzog von Montmorency. Als Führer der sogenannten „Politiker“ spielte er eine wichtige Rolle in den französischen Religionskriegen. Er war ein treuer Anhänger Heinrichs IV. und wurde 1593 Connétable von Frankreich.

## Nachkommen
Henri heiratete in erster Ehe 1558 Antoinette de La Marck (1542–1591), Tochter von Herzog Robert IV. von Bouillon und Françoise de Brézé, mit der er folgende Kinder hatte:
- Charlotte (* 1572; † 1636), Gräfin von Fleix, ⚭ Mai 1591 Charles de Valois, duc d’Angoulême
- Hercule († 1593), Graf von Offémont, Gouverneur des Languedoc
- Marguerite (* 1577; † 1660), Dame de Gourville, ⚭ Juni 1593 Anne de Lévis, Herzog von Ventadour (Haus Lévis)
- Henri (* 1581; † 1583)

Seine zweite Ehefrau wurde 1593 Louise de Budos (1575–1598), mit der er zwei Kinder hatte:
- Charlotte-Marguerite (* 1594; † 1650), Dame de Chantilly, Herzogin von Montmorency, ⚭ 17. Mai 1609 Henri II. de Bourbon, Fürst von Condé
- Henri II. (* 1595; † 1632), Herzog Montmorency, ⚭ 1) 10. September 1608 Jeanne Scépeaux, Gräfin von Chemillé, 2) 1612 Maria Felizia Orsini (1599–1666), Tochter Virginios, Herzog von Bracciano

Seine dritte Ehe mit Laurence de Clermont (1571–1654) aus dem Haus Clermont-Tonnerre blieb kinderlos.
Siehe auch Stammliste der Montmorency